# 八神庵
八神 庵（やがみ いおり、Iori Yagami）は、SNKおよびSNKプレイモアの対戦型格闘ゲーム『ザ・キング・オブ・ファイターズ』シリーズなどに登場する架空の人物。
1990年代当時、アーケードゲームに興味の無かった女性層から熱烈な支持を受け、草薙京と共にゲーム業界において後年で言う「推し」文化が持ち込まれた先駆けとなった。

## キャラクター設定
草薙京の好敵手で宿敵で『ザ・キング・オブ・ファイターズ』（以下『KOF』と表記）シリーズの準主人公。京とは対照的な紫色の炎を操る格闘術を用いる。開発者に「非常に人気があるキャラですので、出さないわけには行かないでしょう」と言わしめるほどキャラクター人気が高く、初登場となる『KOF'95』（以下『'95』と表記）以降のほとんどのシリーズに登場を果たしている。
名前の由来は『赤毛のアン』。また、「八神」という姓には「ヤマタノオロチ」を神とするという意味が込められている。
京からの呼びかけは基本的に姓である「八神」呼びであるが、一部作品（「CAPCOM VS. SNK」シリーズ）では名である「庵」と呼ぶこともある。
また逆に庵から京への呼びかけはほとんどの作品で「京」と呼ぶ。
独特にセットされた赤髪とバンドマンらしい派手な出で立ちが特徴。瞳の色も赤色で、オロチ編の頃は蛇のような縦長の瞳孔で描かれたこともあった。
『KOF XII』（以下『XII』と表記）、『KOF XIII』（以下『XIII』と表記）では『KOF XI』（以下『XI』と表記）における「アッシュ・クリムゾンに能力を奪われる」というストーリー展開を踏まえてキャラクター性能が大きく変更され、必殺技も炎を用いず手で切り裂く技を中心とした構成になっている。
カプコンとのクロスオーバー作品では京と同じくSNK側の主人公的存在であるが、後述の設定と性格ゆえ『頂上決戦 最強ファイターズ』では「死合い」を望む豪鬼がライバルに設定されている。

### 人物
彼が公式ストーリーでチームを組むと、大抵の場合はエンディングで仲間割れを起こすのが特徴でもある。特に『'95』でのチームメイトだったビリー・カーンや如月影二には全てが終わった後に不意打ちを仕掛けたことで目の仇にされている。なお、『KOF2001』（以下『2001』と表記）では逆にセスたち3人の方から仲間割れを仕掛けられている。
『KOF'97』（以下『'97』と表記）の時点でKOFに興味をなくしており（京を抹殺する場所がKOFである必要性は全くないため）、以降の作品では基本的に他の人間から接触を図られて出場ということが多い。『'97』では諸事情（後述）から、ちづるによって勝手にシード選手扱いで出場させられた。
『2001』で項目自体が無くなるまで、ほぼ毎年「大切なもの」が変わっていた。『'95』で「大切なもの」に挙げていた「彼女」は『KOF'96』（以下『'96』と表記）の段階で故人となっており、『KOF'99』（以下『'99』と表記）と『2000』（以下『2000』と表記）では「新しい彼女」が「大切なもの」になっているが、ファンからの「去年（『'99』）と同じく『新しい彼女』が大切なものだということは、それほど素敵な人なのか」という質問に対し、開発者は「確かに新しい彼女とは書いているが、去年と同じ？（＝「新しい」彼女なのだから去年とは別の女性と付き合っているのでは）」と言う旨のコメントを返している。
なお、その性格や言動からは信じ難いが、嫌いなものは「暴力」となっている。理由として「敵意のない者にふるう、誇りに欠けた力」であるからと述べている。また「力を誇示する為だけに自分が嫌うところの暴力を振るう見下げ果てた連中」として軍人の類も強く嫌っている。
京とは違い、高校を卒業しているようである。趣味のバンドではベーシスト（バンド・オブ・ファイターズでもベースを担当）。喫煙習慣があるらしく、小説版の『'96』では煙草を吸っている場面が何度か描かれ、『XI』では後述の墓参りの際に煙草を線香代わりに使っていた。普段はバンド活動をしているか、あてもなく街を彷徨ったりしているが、時には海をまたいで京を追い回したりするなど、詳しい日常生活は謎に包まれている。家族は両親と妹で現在は一人暮らしをしており、両親はともに健在とのことであるが、その詳細は出てきたことはない。キャラクターCDのリーフレットに掲載された開発スタッフのコメントによると、「"全てが謎"であることを彼（庵）の魅力とし、それを守っていきたかったため（過去・秘密・家族などについては）、極力公表しませんでした」としている。
『XI』のストーリーで、知人の命日に墓参りに訪れているという一面を覗かせた（誰の墓であるかは不明。庵いわく、京はこの人物が何年前に死んだかを知っているという）。
他者との協調性に欠け、挑発的で粗暴な言動が多いためか、大概の人物から悪人扱いされることも多い。しかし、オロチ八傑集であるマチュアとバイスは、最初はゲーニッツから庵の監視を命じられていたものの、人間とオロチの混血である庵に興味を持ち、ゲーニッツを裏切るなど、限定はされるが他者を惹き付ける魅力も持っていることがうかがえる。なお、庵はマチュアとバイスを「利用できる存在」と見ており、仲間意識は持っていない。

#### 草薙京との関係
約1800年前に草薙家とともにヤマタノオロチを倒した伝説の一族の末裔。しかし、約660年前に志の相違により草薙家と分裂。敵であったオロチ一族と血の契約を結び、八神の姓を名乗るようになった。
草薙京とは宿敵同士だが、草薙家と八神家にまつわる確執や、その身に流れる京を殺すことでしか癒されることのないオロチの血以上に、「八神庵」一個人として京に執着する。京を倒すのは自分であると自負し、他の者に負けることも許せないようである。だが、神楽ちづるの手引きで必要とあらば、京との対決を一時休戦して彼と手を組むこともある（『'96』三種の神器チーム『'97』三種の神器チーム『2003』三種の神器チーム『XI』京&庵チーム）。
京とは微妙な関係を続けながらも、彼の命を執拗に狙い続けている。『'97』では主人公チームが特定の条件でオロチを倒した後に隠しボスとして登場し、その理由が明かされる。「何にこだわっているんだ、宿命というやつか」という京の問いに、庵は「お前が気に入らないから殺す、それだけだ」と返答している。『KOF京』では京に対し、「たとえ生まれ変わっても何度でも殺す」と話している。その一方、『XIV』では「京を殺すことではなく、京と戦うことが最大の楽しみなのではないか？」とタン・フー・ルーに指摘されているが、それに答えることはなかった。
『'96』以降は恒例的に、京との対戦前に固有の掛け合いが発生する。一部作品には対戦前の掛け合いが無いが、代わりに対京専用の勝利ポーズや､挑発ポーズが用意されているものもある。なお、2人の初対面については「実は昔に会ったことがあるが、京も庵もそのことを覚えていないため、2人の認識では『'95』の前が初対面となる」と回答されている。

### 格闘スタイル
格闘スタイルは、八神流古武術のほかに「本能」となっている。戦い方は「殴る」「蹴る」だけでなく、指と爪で切り裂くような攻撃も得意とする。凶悪かつ残忍な内容の台詞の数々、相手を大きくなじり罵る台詞が象徴するように極めて暴力的である。勝利時は大きく高笑いしたり、相手に「死ね」と言い放つものがあり、冷酷さを前面に押し出している。

### オロチ編の終焉後
『'97』の「三種の神器チーム」のエンディングにおいて、血の暴走に抗ってオロチの動きを封じたことで、オロチ共々京の渾身の一撃を受け消息不明となっていたが、拉致された京を追ってネスツ基地に侵入。『'99』にて最終ボスのクリザリッドを倒した際にある条件を満たしていると、庵と（もしくは京と）闘うことができる。また、庵チーム専用のエンディングでは、結局京と会うことはなく、その後も京の行方を捜し続けることになる（ハイデルンら傭兵部隊などでも掴めなかった基地をどう発見したのかは不明。庵自身はネスツに目を付けられていた）。その途中の『2000』でネスツに拉致されそうになったユキを偶然ながら助けている。『2001』では、その実力を見込まれてセス、ヴァネッサ、ラモンの三人に雇われる形でチームを組むが、当然ながらチームとしての信頼関係は皆無。それどころか、エンディングでは実は彼らから最重要人物として狙われていた事実が判明した上で激突しており、事の経緯がどうなったかは判明していないが、その後も何事も無かったかの様に庵は登場している為、返り討ちにした模様（庵チーム）。
『2003』（以下『2003』と表記）にてオロチを復活させ、主にオロチの力を捧げることを目論んでいる「遙けし彼の地より出ずる者」の一族である無界によってオロチの封印が解かれてしまい、『XI』では同一族の禍忌と紫苑を退けるものの、封印が解かれた影響で暴走してしまい、チームを組んでいた京と真吾を倒してしまう。さらにその場に現れたアッシュ・クリムゾンに不意打ちを受けた上に、神器の力とオロチの力を奪われてしまう。その後日談でもあるアニメ『The King of Fighters: Another Day』では、アッシュを追い詰めて殺すために、炎を出せないまま闘う彼の姿が見られ、炎無しでも高い戦闘能力を発揮する。
『XII』はストーリーこそないものの、『XI』で炎を奪われた設定を引き継いでおり、炎を出せない状態で闘っている。
『XIII』でアッシュが消滅した後、八神の力の象徴であるひび割れた勾玉が残り、660年の長い時間を経て混じり合いもはや切り離すことができなくなったオロチと八尺瓊の力を全て捨て人として生きるか、再び血の呪縛に囚われることを承知で元に戻るかの選択を迫られるが、庵は迷わず勾玉を手に取り力を取り戻し、マチュアたちと別れた後（八神チームエンディング）に京の元へ一対一の闘いを挑んだ（日本チームエンディング）。

### 衣装の変遷
章が変わる度に衣装の変更が行われていた京と異なり、『2000』でのアナザーストライカーを除けばオロチ編からアッシュ編突入まで同じ衣装で通されていたが、アッシュに能力を奪われキャラクター性能が大きく変更された『XII』を機に新衣装が導入された。『KOF XIV』（以下『XIV』と表記）でも新章突入に伴い京と共に衣装変更が行われている。
オロチ編〜アッシュ編中盤（'94〜'03、XI）
丈が膝元まである白のドレスシャツと黒いショートジャケット、両膝の間が赤のベルトでつながれている赤いボンデージパンツを着用し、首元には首輪を思わせる細い黒革のチョーカー、左手中指にシルバーリングを着けている。ジャケットの背中には、八神家の紋章である白い「月輪の紋」が描かれており、これは草薙家の紋章「日輪の紋」と対になっている。『XIV』ではDLCアイテムとしてこの衣装を纏うことが出来る。
アッシュ編終盤（XII、XIII）
上半身はいずれも丈の短い赤い開襟シャツと黒いジャケットの組み合わせ、ボトムは白く両膝の間のベルトがない通常のものとなっている。チョーカーと左手中指の指輪はオロチ編同様で、腰には本来のベルトの他に飾りベルト、首元にはチョーカーの他に黒い革紐のネックレスを着けている。
新章（XIV）
蔦の模様が入った暗い紫色のインナーの上から、白い開襟シャツと首元に黒のファーが付いた赤いレザーのロングコートを羽織っている。ボトムは黒のレザーパンツで、裾の部分にベルトの装飾がある。首元には丈の異なる2つのペンダントを重ねて着けており、ペンダントトップは丈の短いものが八神家の「月輪の紋」と同じ三日月型、長いものがピックをモチーフとした逆三角形になっている。

## 660年前の因縁
庵は、草薙流と対をなす八神流古武術（源流は草薙流古武術）の継承者である。草薙が「祓う者」であるのに対し、八神の位置づけは「封ずる者」である。古くは「八尺瓊（やさかに）」という家名で、かつては草薙と八咫と手を取り、オロチを封印した。しかし、その後の千数百年の間に、八尺瓊はオロチの力への憧憬の念を抱くようになる。その結果、八尺瓊はオロチの魂の解放と引き替えにオロチの力を得ようとするという行為に走る。だが、この時に解放されたのはオロチ八傑集の魂のみであった（不測の事態に備えた八咫が、オロチの魂のみを別の場所に移しておいたため）。
その後、魂を解放された八傑集の1人が、八尺瓊の妻を拉致してオロチの生贄にし、亡き者にする。そして、時の帝の命によりオロチの魂を解放した廉で幽閉されている八尺瓊に接近し、八尺瓊の妻は自分の一族の贖罪のために草薙に殺害されたと、草薙と八尺瓊の関係を壊すための嘘の事実を話した。この話に騙された八尺瓊は草薙を憎悪するようになり、オロチの力でもって復讐を行うため、「血の契約」を行う。それにより、八尺瓊はゲーニッツも使う史上最悪の技「八稚女」を完成させる。オロチ一族は八尺瓊に「八稚女」をもって草薙と対決するよう教唆した。
オロチ一族の目的は2つあった。1つは、神器の中でも武に秀で、オロチ復活の邪魔となる草薙の一族を根絶やしにすること、もう1つは両者の争いから戦乱を引き起こし、オロチの封印を守る八咫をおびき寄せることであった。戦乱はしばらく続いたが決着は付かず、その間にオロチ一族と解放された八傑集の魂は何処かに消えた。やがて争いは小康状態に入ったが、この争乱が決定的なものとなって草薙と八尺瓊の関係は断絶し、八尺瓊は「八神」に名を改めた。
『'96』で語られた過去と『'97』で明かされた設定では細かい内容が微妙に違うのだが、「オロチの力に魅入られた八尺瓊が、オロチと血の契約を結んで八稚女を完成させた」という部分は共通している。
八神一族は八尺瓊の力とオロチの血を受け継いでいるため、操る炎の色がオロチ八傑集であるクリスと同じく青紫となっている。その影響で一族は短命であり、庵もまた命を削りながら炎を揮い、八神家の660年の罪を背負い、人とオロチの狭間で苦しんでいる（『'96』・『'97』三種の神器チームのエンディング）。なおオロチの封印が緩んでいる場合は症状が更に悪化するようである。

## 血の暴走
オロチの封印が緩むと「血の暴走」を起こすことがある（後述）。『'96』のエンディングではそれが起こり、チームを組んでいたマチュアとバイスの体を引き裂いた。また、オロチの封印が緩んでいる時は度々吐血している。
2008年に10年ぶりにリメイクされた『KOF'98 ULTIMATE MATCH』（以下『'98UM』と表記）では、オロチとの戦闘前の掛け合いで暴走しかけるも、我を取り戻すという演出が加えられた。
『XI』ではオロチの封印が解かれたために、チームストーリーでも吐血したとも取れる描写がある。

## ゲーム上の特徴
庵は飛び道具と対空迎撃技を備えており、比較的スタンダードな性能を持つ（『XII』では炎を奪われている設定のため、それまでとは必殺技の性能が大きく異なる）。
下段のしゃがみ弱キックや、キャラクター特有の低いジャンプからの攻撃、めくりを狙える「外式・百合折り」や、『'96』にて追加された相手のガードを崩す「屑風」など、ガードを崩す手段が豊富で、これらを決めてから「百弐拾七式・葵花」や「禁千弐百拾壱式・八稚女」につなげる連続技を決めていくことができる。相手を転ばせ、起き上がりからの択一攻撃で強引に押し切って倒すこともできる。
反面、通常技の癖が強く、全体的に技後の隙が大きいものが多いため、出しどころを誤るとすぐに崩される危うさを持っているが、その攻撃能力の高さから、シリーズ全般を通して「強いキャラクター」として評価されている。

## 技の解説
「血の暴走」を除き、詳細は八神流古武術を参照。

### 通常投げ
- 逆剥ぎ
- 逆逆剥ぎ
- 燧杵

### 特殊技
- 外式・夢弾
- 外式・抗月
- 外式・轟斧 陰「死神」
- 外式・百合折り

### 必殺技
- 百式・鬼焼き
- 百八式・闇払い
- 百九式・黄泉払い
- 百弐拾七式・葵花
- 弐百拾弐式・琴月 陰
- 参百拾壱式・爪櫛
- 屑風
- 百四式・鵺討ち
- 百弐拾九式・明烏
- 弐百参式・槌椿
- 四百壱式・衝月

### 超必殺技
- 禁千弐百拾壱式・八稚女
- 裏百八式・八酒杯
- 裏参百拾壱式・析爪櫛
- 裏千弐百七式・闇削ぎ
- 裏百式・鬼焔
- 裏千弐拾九式・焔甌
- 禁七拾七式・禍風
- 禁千弐百拾八式・八咫烏
- 裏参百壱拾六式・豺華
- 三神技之弐

血の暴走
『SNK VS. CAPCOM SVC CHAOS』（以下『SVC CHAOS』と表記）でEXCEEDとして追加。その場で苦しみ出し、攻撃を受けると「豺華」の引き裂く動作で反撃をする当て身打ち技となっている。
『ネオジオバトルコロシアム』では高い軌道で飛び込み相手を捕まえてから、『'96』のエンディングで起こした様を再現するが、こちらは『SVC CHAOS』のEXCEEDと違い、ゲージ消費が少ないせいかダメージはそれほど高くはない。

## キャラクターのバリエーション

### ツキノヨルオロチノチニクルフイオリ
オロチ編（『'95』 - 『'97』）では、オロチの復活が近付いた結果「血の暴走」と呼ばれる現象を引き起こしていた。「血の暴走」が起きると理性を無くし、本能のまま目に付いた者に襲い掛かるようになってしまう。暴走中はさながら獣のような叫び声を上げ、京の名を叫ぶ以外は人の言葉を発しないが、『SVC CHAOS』の掛け合いや『XI』のエンディングなど片言ながら人語を話す描写もある。ネスツ編以降（『'99』 -）は収まっていたが、オロチの封印が解けた後の『XI』のエンディングで再び暴走を起こしている。
一部の作品では隠し要素として、この「血の暴走」を起こした状態の庵を「ツキノヨルオロチノチニクルフイオリ」という個別のキャラクター（俗称として「暴走庵」とも称する）として使用できる。技の仕様が変わるようなことは無いが、ジャンプやダッシュなどの動作スピードが異常に速くなる。また、『CAPCOM VS. SNK』や『SVC CHAOS』では通常の庵にない技が追加されたり、引き換えに一部の通常の庵にもある技が削除されたりなどの差別化がなされるようになった。なお、『熱闘KOF'96』でのみ他作品と異なり、名前が「IORI'（庵 ダッシュ）」となっており、動作速度はあまり変わらないが技の仕様が異なる。

### ミスX
『SNK GALS' FIGHTERS』では「クィーン・オブ・ファイターズ」を開催したボスキャラクター「ミスX」が登場する。サングラスにマスク（如月影二が付けているのと同じもの）で顔を隠し、襟の後ろ側に白い「月輪の紋」が入ったロングスカートのセーラー服というスケバン風の衣装であるが、前に伸びた赤い髪のせいで庵の変装した姿であるのは一目瞭然である。本人もこれには納得しているわけではないらしく、正体がバレそうになると慌てて誤魔化す。また、ナコルルの持つ刃物（宝刀チチウシ）を見て反則だとツッコミを入れるなど、『KOF』本編の庵と比較してコミカルな印象が強い。
ミスX本人のストーリーでは、「QOF」主催者の「ミスX」が女装した自身の偽物だと知ったため、早急に大会を終わらせるべく自らも女装してこっそり参加するというものになっている。エンディングでは偽者にとどめを刺そうとするが、突然京が現れて「この人は俺達の……」と言いかけた直後に「TO BE CONTINUED」の表示が出るという『龍虎の拳』のパロディとなり、第四の壁を破ってこちら側に身を乗り出しているかのようなカットと共に「（「TO BE CONTINUED」の表示が出たということは）この話は本当に続くのか」と怒りの声を上げているところで終了する。
取り巻きとしてビリー・カーンと如月影二、マチュアとバイスがいるが、ビリーと影二がほぼ庵と同じ姿であるのに対し、マチュアとバイスはサングラスをかけているだけである。ソウマトウフラッシュには彼ら以外に草薙京とのツーショットもあり、エンディングでも声をかけてくることから、京もこの奇行には気付いているようである。
『SVC CHAOS』で暴走庵がデミトリの「ミッドナイトブリス」を受けるとこの姿に変化する。
『SNKヒロインズ 〜Tag Team Frenzy〜』ではダウンロードコンテンツ第3弾として2018年11月追加配信。八神庵かもしれない男性ボイスと女性ボイスを選択できる。またスケバン以外に学生服の京をベースとした衣装のものもある。

#### ミスXの技
ここではミスX独自のもののみを記述する。
参百拾壱点伍式・鉤爪櫛（かぎつまぐし）
必殺技。通常の八神庵の「参百拾壱式・爪櫛」とほぼ同じ技。
裏参百拾壱点伍式・折曲爪櫛（おれまがりつまくし）
超必殺技。こちらも通常の八神庵の「裏参百拾壱式・析爪櫛」とほぼ同じ技である。
裏九拾壱式・八束脛（やつかはぎ）
超必殺技。画面外に消えた後、スクーターに乗って相手に突撃する。
裏九拾三式・薙袖（なぎそで）
超必殺技。背中から竹刀を取り出し、野球バットのように振って殴り付ける。飛び道具の跳ね返し効果も備えている。

## 登場作品
八神庵
- ザ・キング・オブ・ファイターズ'95 - XIV
- ザ・キング・オブ・ファイターズ 京
- キング・オブ・ファイターズR-1、R-2
- KOF MAXIMUM IMPACT
- 熱闘リアルバウト餓狼伝説スペシャル - ゲストキャラクターとして登場
- 頂上決戦 最強ファイターズ SNK VS. CAPCOM
- CAPCOM VS. SNKシリーズ
- SNK VS. CAPCOM SVC CHAOS
- ネオジオバトルコロシアム
- LORD of VERMILION Re:2
- ヴァルキリーコネクト
- パズル&ドラゴンズ
- グランドサマナーズ
- クラッシュフィーバー
- ミリオンアーサー アルカナブラッド - ゲストキャラクター「異界型 八神庵」として登場
- 背景出演
  - ザ・キング・オブ・ファイターズ'94RE-BOUT
  - 大乱闘スマッシュブラザーズ SPECIAL

ツキノヨルオロチノチニクルフイオリ
- ザ・キング・オブ・ファイターズ'97、2002（PS2版のみ）、'98UM
- 熱闘ザ・キング・オブ・ファイターズ'96
- キングオブファイターズR-1
- 頂上決戦 最強ファイターズ SNK VS. CAPCOM
- CAPCOM VS. SNKシリーズ
- SNK VS. CAPCOM SVC CHAOS - 中ボスとして登場

ミスX
- SNK GALS' FIGHTERS
- SNKヒロインズ 〜Tag Team Frenzy〜

炎を取り戻した庵
- ザ・キング・オブ・ファイターズXIII（家庭用予約特典、後に有料配信された）

## 他のメディアでの庵
ドラマCD
『'97 宿命編』Bパートでは、オロチ一族としての力を解放した山崎竜二に追い詰められたことで不本意ながらも京と共闘し、囮となって山崎の動きを封じた上で自分ごと京に攻撃させるという手段に出るが、「不思議だ、背中を気にせず闘えるということが、こんなに」と京との共闘に対する複雑な感情を口走った。エピローグではちづるに京との共闘で今までにない強さを感じただろうと指摘されるが、京との協力を願うちづるを「ああいうことはもう二度とない」と拒絶している。
小説版
- 『'95』のみ設定の変更やオリジナルの設定が盛り込まれており、職業はベーシストではなく「人気インディーズバンド『UN LEASH』のヴォーカル」という設定に変更されている。また、草薙家と八神家の対立については南北朝時代の朝廷分裂が原因とされており、三種の神器の守護者の立場から南朝に従った本家筋と、足利家に逆らうべきではないと北朝に従うことを主張した分家筋（後の八神家）の対立から八神家がオロチの力に手を染めたと描写されている。

暴力が嫌いな理由として「弱者を痛ぶる暴力は性に合わない（『’96』）」「惰弱な輩をなぶる下衆な趣味は持ち合わせていない（『’97』下巻）」と語っている。また、『’96』でバイスに「京を殺したあとはどうするのか、満足して自殺でもするか」と問われた際には「その時になってから考えればいい」「死ぬのも1つの考えではあるかもしれない、京のいない世界は自分にとって退屈だろう」と答えるなど、刹那的な考え方を持っていることが強調されている。
- 2019年7月にはKADOKAWAより、庵が単独で主役となる小説「THE KING OF FANTASY 八神庵の異世界無双 月を見るたび思い出せ！」が発刊された（作・天河信彦、ISBN 978-4-04-073248-0）。同年11月からはコミカライズ版がKADOKAWAのWEBコミックサイト「ComicWalker」および「ニコニコ静画」にて連載を開始している（漫画・蒼木雅彦、既刊6巻）。本作は『KOF』の正当なシリーズ作品ではないがSNKが監修をしている。

この作品では『'97』における「三種の神器チーム」のエンディングからの続きという設定になっており、「オロチ」との決戦時、草薙の炎で燃え尽きたはずの庵はファンタジー風の異世界に転移してしまい、偶然の縁を持つ異世界の女騎士アルテナ・ヴィークトリアスと共に異世界を冒険する事となる。
その他
- 真説サムライスピリッツ 武士道烈伝のネオジオCD版おまけシナリオでは、草薙京と因縁を持つ謎の人物として登場する。

京の街の片隅に隠れるように暮らしており、柴舟に似た、両袖と背中に白の「月輪の紋」が入った濃灰色の着物と緋色の袴を着用し、首にはチョーカー状の黒い飾りを着けている。「2000年前に『八又なるもの』を封じたとされる草薙一族の人間以外では数少ない、封じられた『いにしえの存在』を見ることのできる1人（京曰く『例外』）」とされ、「血の暴走」を起こして京を攻撃するといった『KOF』での庵を思わせる描写もある。
- 2010年にアメリカで製作された実写映画版『ザ・キング・オブ・ファイターズ』では、ウィル・ユン・リーが演じている。

2000年前、異次元への鍵となる力を持った神器「八尺瓊勾玉（やさかにのまがたま）」を創り出した八神一族の末裔。全次元の支配者を目指したルガールに敗北した際、力を求める余りに異次元に封印されていた悪しき魂・オロチの力に囚われ暴走し、制止しようとした「草薙剣（くさなぎのつるぎ）」の守護者・草薙柴舟に重傷を負わせ精神崩壊に追いやってしまった。「草薙剣」の守護者として未熟な柴舟の息子・京を「純粋な草薙じゃない」と拒絶しており、京からも柴舟の狂死を招いたとして不審の目を向けられている。普段は長めの黒髪をうなじで括っているが、映画版の「KOF」の主な舞台として描かれる異空間の中では髪を括らず、肩に白い「月輪の紋」が入った黒いレザージャケットに赤いボトムというゲーム版を思わせる姿となる。

## キャスト

### 担当声優
- 安井邦彦（『KOF '95』から『XIII』までの各種ゲーム・ドラマCD、アニメ『The King of Fighters: Another Day』）
- 星野貴紀（『KOF XIV』以降の各種ゲーム作品、『SNKヒロインズ』：ミスX〈男声〉[15]、アニメ『THE KING OF FIGHTERS:DESTINY』）
- 堀井千砂（『SNKヒロインズ』：ミスX〈女声〉[15]）
- エリック・サマラー（『KOF MAXIMUM IMPACT』シリーズ・英語版）
- 須藤翔（実写映画版『ザ・キング・オブ・ファイターズ』日本語吹き替え）
- 小板橋篤記（美形会議）[注 9]

### 担当俳優
- ウィル・ユン・リー（実写映画版『ザ・キング・オブ・ファイターズ』）

## テーマ曲
- 嵐のサキソフォン
  - 　『'95』（ライバルチーム）、『'98』（個人テーマ）、『'98UM』（'95ライバルチーム【八神庵、ビリー・カーン、如月影二】）、『XI』（PS2版個人テーマ）、『XIV』（クラシックコスチューム八神庵　VS クラシックコスチューム草薙京、「-KOF XIV ver.-」）
- 嵐のサキソフォン2
  - 　『'96』（八神チーム）、『'98UM』（個人テーマ）、『2002』（KOF'96チーム）、『XIII』（炎を取り戻した庵個人テーマ）、『R-2』（個人テーマ）
- COOL JAM 〜嵐のサキソフォン3〜
  - 　『'97』（個人テーマ）、『'98』（VS 草薙京、'95草薙京）、『R-1』（個人テーマ）、『R-2』（個人テーマ）
- Sadistic Eyes
  - 　『'99』（個人テーマ）
- Stormy Scream 〜嵐のサキソフォン4〜
  - 　『2000』（個人テーマ）
- 不滅の日輪
  - 　『2001』（庵チーム）
- COOL JAM2
  - 『2003』（個人テーマ）
- New Order
  - 　『XI』（京&庵チーム）、『XIV』（VS 草薙京、「-KOF XIV ver.-」）
- Tranquilizer
  - 　『2002UM』（八神チーム）
- 嵐のサキソフォン5
  - 　『XIII』（八神チーム）
- 月とサキソフォン
  - 　『XIV』（八神チーム）、『アルカナブラッド』（個人テーマ）

## 関連人物
- 草薙京 - 三種の神器一族の末裔の1人・払う者、三種の神器チームのチームメイト、ライバル
- 神楽ちづる - 三種の神器一族の末裔の1人・護りし者、三種の神器チームのチームメイト、後見人
- 矢吹真吾 - 自称「草薙京の一番弟子」、『KOF XI』の神楽ちづるの代理のチームメイト
- レオナ・ハイデルン - 同じオロチ一族の力を受け継いだ者
- 七枷社 - バンドのライバル、三種の神器一族の敵対関係者
- オロチ - 三種の神器一族の宿敵
- ビリー・カーン - 『KOF'95』のチームメイト、因縁（『KOF'95』終盤以降）
- 如月影二 - 『KOF'95』のチームメイト、因縁（『KOF'95』終盤以降）
- マチュア - オロチ八傑集、三種の神器一族の元・敵対関係者、『KOF'96』『KOF'98』『KOF'98 UM』『KOF 2002』『KOF 2002 UM』『KOF XIII』『KOF XIV』のチームメイト
- バイス - オロチ八傑集、三種の神器一族の元・敵対関係者、『KOF'96』『KOF'98』『KOF'98 UM』『KOF 2002』『KOF 2002 UM』『KOF XIII』『KOF XIV』のチームメイト
- セス - リング機関エージェント、『KOF 2001』のチームメイト
- ヴァネッサ - リング機関エージェント、『KOF 2001』のチームメイト
- ラモン - ルチャドール、『KOF 2001』のチームメイト
- アッシュ・クリムゾン - 八神庵から八神（八尺瓊）一族の力とオロチ一族の力を奪った事で因縁の関係（『KOF 2003』-『KOF XIII』）
- 豪鬼 - カプコンとのクロスオーバー『頂上決戦 最強ファイターズ』においてのライバル
- ときど - 実在するプロゲーマー。彼の名前の由来はかつて庵を使用して『飛んで』『キックして』『どうしたぁ！（闇払い発動時のボイス）』という攻撃パターンを使用しており、その言葉の頭文字から来ている。